# とちぎ秋まつり

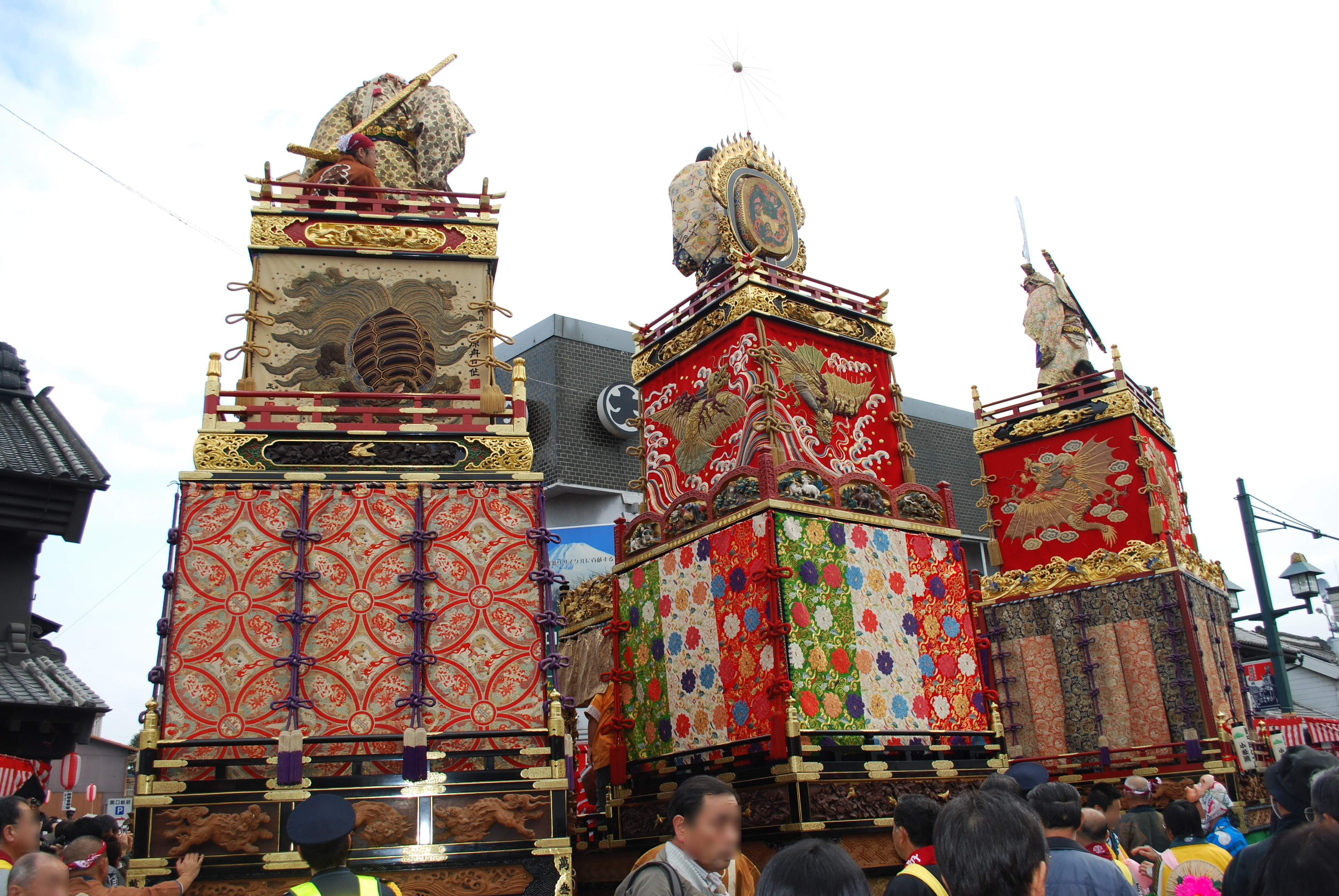
とちぎ秋まつりの山車

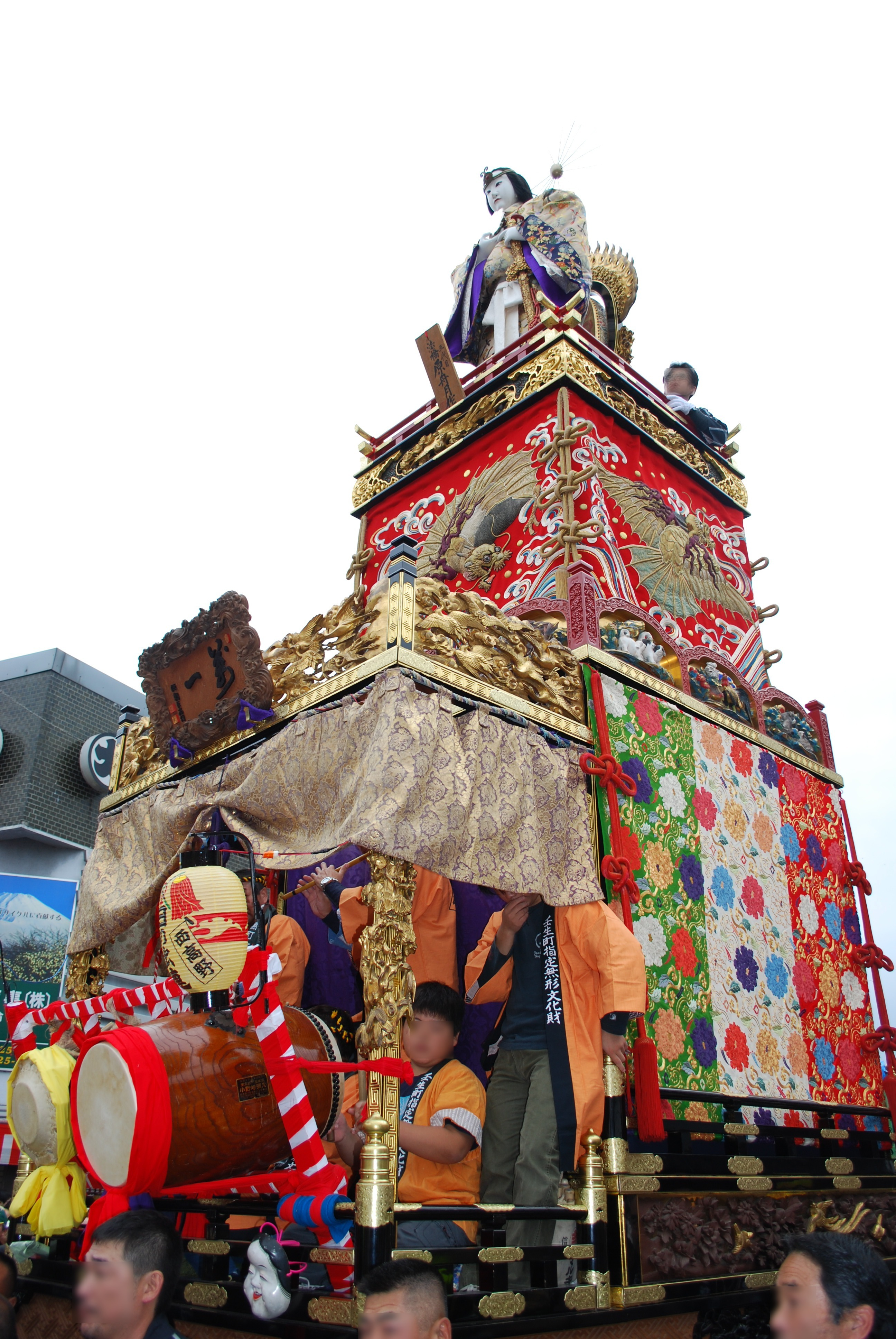
とちぎ秋まつりの山車（万町一丁目）

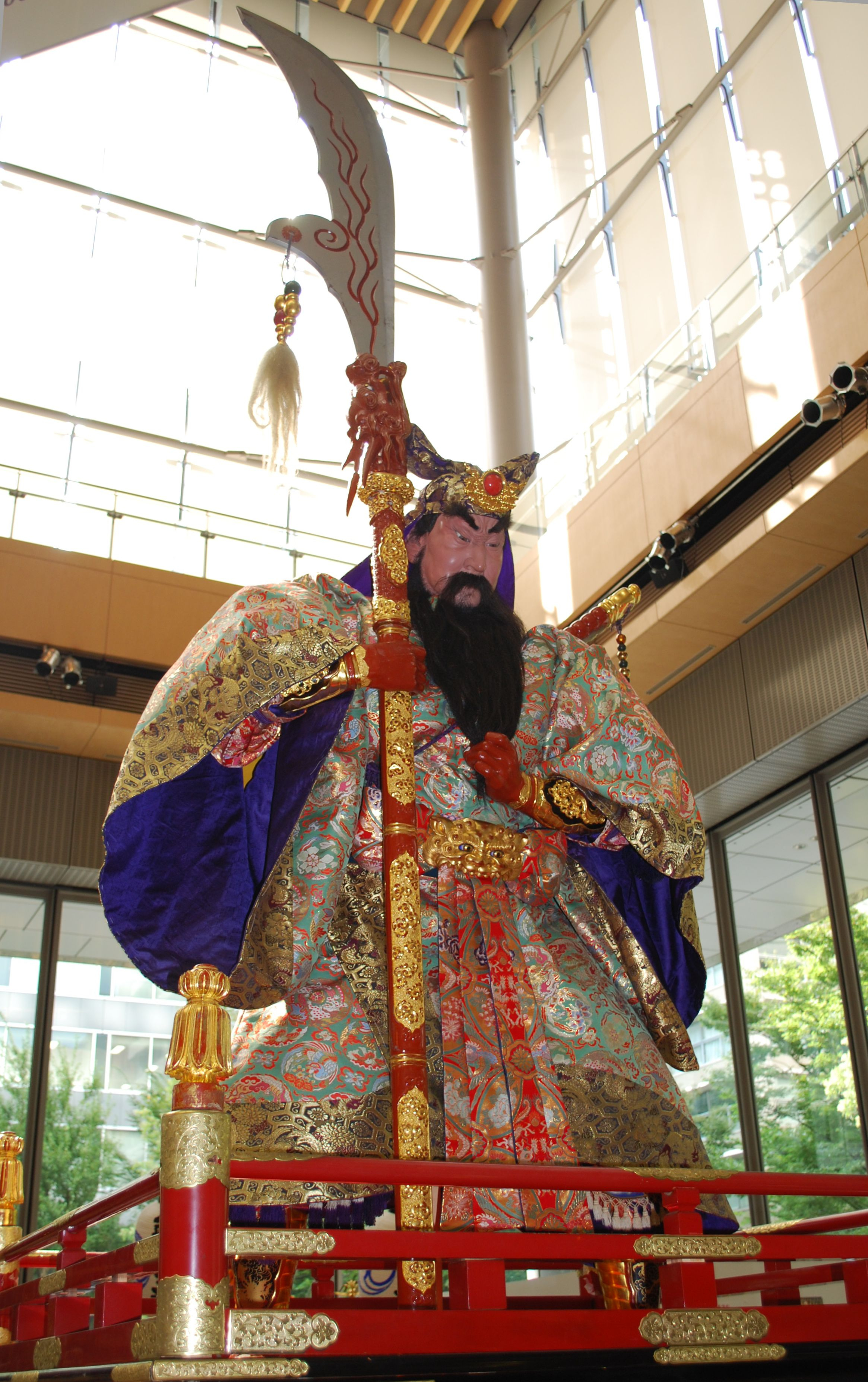
とちぎ秋まつりの山車の人形（万町二丁目・関羽雲長）

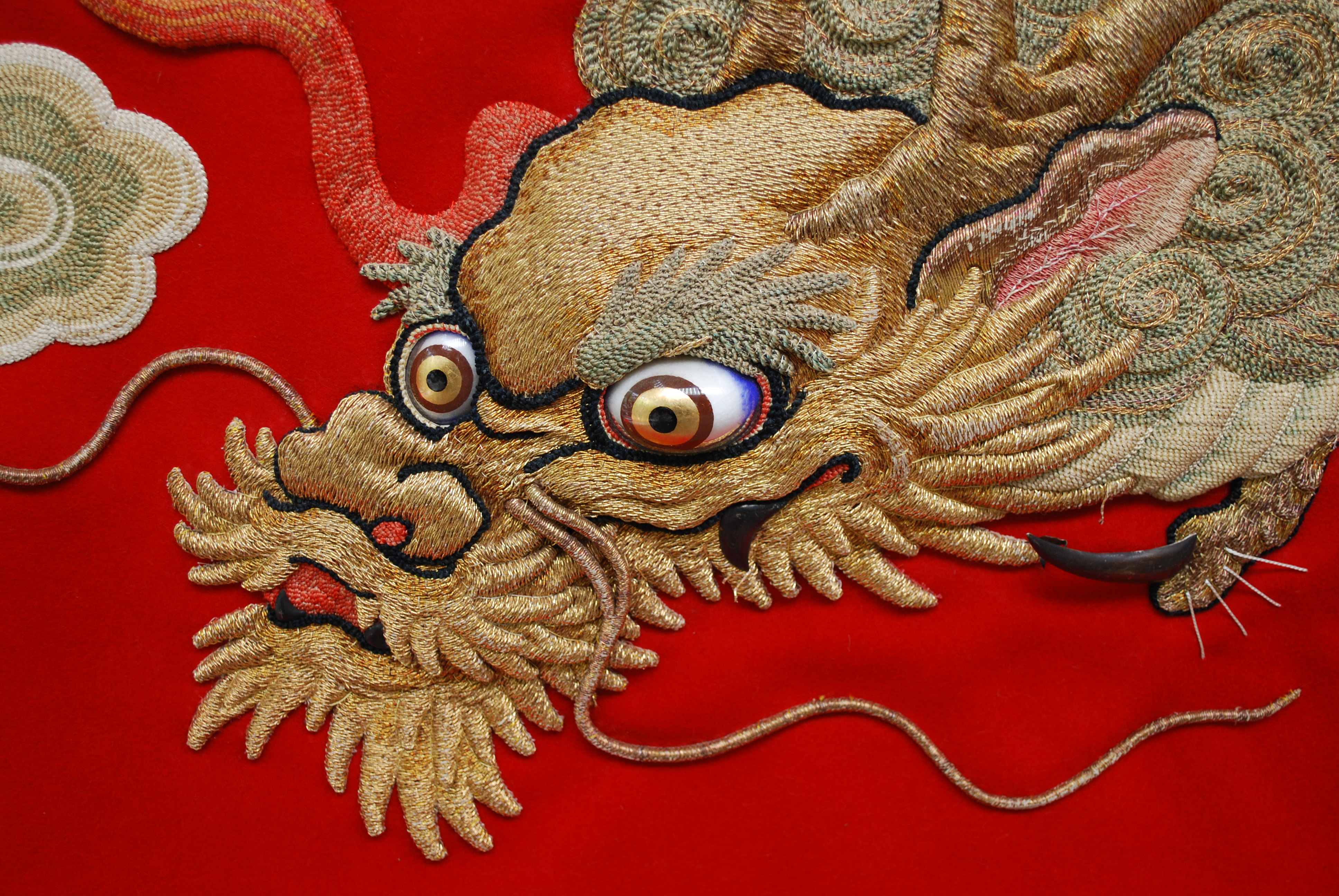
山車の幕に施された飛龍の刺繍（万町二丁目）

とちぎ秋まつり（とちぎあきまつり）とは、栃木県栃木市で開催される山車を引き回す祭。

## 概要
栃木市のメインストリートである蔵の街大通りを主会場に行われる。この祭は山王祭で引き回されていた「静御前の山車」（山王祭九番。江戸時代の山王祭の山車行列参照）や、宇都宮にあった「諫鼓鶏の山車」を明治7年（1874年）に栃木の商人が買い取り、栃木県庁で行われた神武祭で披露したことを起源とする。以来、各町が新たに人形山車を制作し、栃木で慶事がある都度にこれらの山車を市中で披露し、昭和12年（1937年）以降はほぼ5年毎に山車祭りが開かれるようになった。この山車祭りを主催事とし秋に隔年開催としたのが「とちぎ秋まつり」で、隔年11月の土曜・日曜に亙って2日間開かれる。
祭当日は本行事のために東京発着の臨時列車も運転され、他地域からの観光客も多く訪れる。

## 開催時期
- 2年に1度[注釈 2]、11月中旬2 - 3日間

### 次回開催
- 2026年秋（予定）

## 開催場所
- 蔵の街大通り（万町交番 - 室町）
- 銀座通り（倭町 - 幸来橋）

## 催し物
- 栃木市内の各町が所有する山車・獅子頭などが蔵の街をねり歩く。

## 山車
以下は泉町の諫鼓鶏の山車と大町の武蔵坊弁慶の山車を除けば、いずれも鉾台型の山車である。
- 万町一丁目
  - 劉備玄徳
  - 天照大神

制作 - 三代目法橋 原舟月、1893年（明治26年）
- 万町二丁目
  - 関羽雲長
  - 日本武尊

制作 - 三代目法橋 原舟月、1893年（明治26年）
- 万町三丁目
  - 張飛翼徳
  - 太閤秀吉
  - 素盞嗚尊

制作 - 三代目法橋 原舟月、1893年（明治26年）
- 倭町一丁目
  - 獅子頭

制作 - 不明、1876年（明治9年）頃
- 倭町二丁目
  - 神武天皇

制作 - 三代目法橋 原舟月、1893年（明治26年）
- 倭町三丁目
  - 静御前

制作 - 松雲斎徳山、1848年（嘉永元年）
劣化が進んだため、2017年から一年がかりで修繕が行われた。
- 室町
  - 桃太郎

制作 - 大沢銀之丞、1905年（明治38年）
- 大町
  - 弁慶

制作 - 不明、明治初期頃
- 嘉右衛門町
  - 仁徳天皇

制作 - 中野瓣吉ほか、昭和初期頃
- 泉町
  - 諫鼓鶏

制作 - 不明、1874年（明治7年）頃